# Arthur Chichester (4e baron Templemore)
Pour les articles homonymes, voir Arthur Chichester.
Arthur Claud Spencer Chichester, 4e baron Templemore (12 septembre 1880 - 2 octobre 1953) est un militaire et homme politique britannique d'origine anglo-irlandaise.

## Biographie
Il est le fils aîné du 3e baron Templemore et de son épouse, Evelyn Stracey-Clitherow. Il fait ses études à Harrow School et au Collège militaire royal de Sandhurst avant d'être nommé sous-lieutenant dans les Royal Fusiliers le 20 janvier 1900. Il combat dans la seconde guerre des Boers et est promu lieutenant le 23 février 1901, restant en Afrique du Sud jusqu'à la fin de la guerre, rentrant chez lui sur le SS Assaye en septembre 1902. Il est nommé lieutenant régulier dans son régiment en novembre 1902. Il sert ensuite à Maurice, en Inde et dans l'expédition britannique au Tibet.
Désormais capitaine, Chichester se distingue lors de la Première Guerre mondiale avec son service en France et en Italie, devenant major avec les Irish Guards et obtenant avec de nombreux autres décorations le DSO (1918) et un OBE (1919).
En 1924, il succède à son père en tant que quatrième baron Templemore, et trois ans plus tard, il est nommé secrétaire parlementaire privé de Richard Onslow (5e comte d'Onslow), sous-secrétaire d'État à la guerre et payeur général.
Il est Lord-in-waiting de George V de février à juin 1929 et de nouveau entre 1931 et 1934. Il est également capitaine du Yeomen of the Guard pendant 11 ans (1934–1945) et whip en chef conservateur à la Chambre des lords (1940–1945). Il est nommé KCVO en 1938. Il est lieutenant adjoint du Hampshire.

## Vie privée
Il épouse Clare Meriel Wingfield, deuxième fille de Mervyn Wingfield (7e vicomte Powerscourt), à St George's, Hanover Square, Londres, en 1911 . Ils ont trois fils:
- Arthur Patrick Spencer Chichester (23 mars 1914 - 23 décembre 1942), tué au combat en Afrique du Nord pendant la Seconde Guerre mondiale
- Dermot Chichester (7e marquis de Donegall) (18 avril 1916 - 19 avril 2007)
- Desmond Clive Chichester, (1920-2000)

Le quatrième baron est décédé en 1953 dans le comté de Wicklow. Son deuxième fils lui succède à la baronnie et hérite en 1975 du titre de marquis de Donegall dans la pairie d'Irlande d'un cousin éloigné, Edward Chichester (6e marquis de Donegall).